# Парламентские выборы в Литве (1920)
Выборы в Литовский учредительный сейм (лит. Lietuvos Steigiamasis Seimas) прошли 14—16 апреля 1920 года. Победу на них одержал христианско-демократический блок, в состав которого входили Христианско-демократическая партия, Союз сельских хозяев и Федерация труда.

## Результаты выборов
| Партия                                                                | Оригинальное название                                                 | Голоса  | %    | Места |
| --------------------------------------------------------------------- | --------------------------------------------------------------------- | ------- | ---- | ----- |
| Литовская христианско-демократическая партия                          | лит. Lietuvių krikščionių demokratų partija, LKDP                     | 239 900 | 35,2 | 24    |
| Литовский крестьянский союз                                           | лит. Lietuvos valstiečių sąjunga, LVS                                 | 116 298 | 17,0 | 19    |
| Литовская социал-демократическая партия                               | лит. Lietuvos socialdemokratų partija, LSDP                           | 87 051  | 12,8 | 13    |
| Федерация труда Литвы                                                 | лит. Lietuvos darbo federacija, LDF                                   | 69 907  | 10,2 | 15    |
| Демократическое еврейское объединение                                 | лит. Žydų demokratinis susivienijimas                                 | 44 709  | 6,6  | 6     |
| Литовская социалистическая народная демократическая партия            | лит. Lietuvos socialistų liaudininkų demokratų partija, LSLDP         | 39 264  | 5,8  | 9     |
| Центральный польский избирательный комитет                            | лит. Lenkų centralinis rinkimų komitetas                              | 29 156  | 4,3  | 3     |
| Экономический и политический союз земледельцев Литвы                  | лит. Ekonominė bei politinė Lietuvos žemdirbių sąjunga                | 7 651   | 1,1  | 0     |
| Союз сельских хозяев                                                  | лит. Ūkininkų sąjunga                                                 | 7 535   | 1,1  | 20    |
| Социалистическая группа рабочих и сельских хозяев                     | лит. Darbininkų ir ūkininkų socialistinė kuopa                        | 7 498   | 1,1  | 0     |
| Комитет немцев Литвы                                                  | лит. Lietuvos vokiečių komitetas                                      | 7 194   | 1,1  | 1     |
| Партия национального прогресса                                        | лит. Tautos pažangos partija, TPP                                     | 4 288   | 0,6  | 0     |
| Польский список                                                       | лит. Lenkų sąrašas                                                    | 3 665   | 0,6  | 0     |
| Список малоземельных и безземельных рабочих и служащих                | лит. Darbininkų ir tarnautojų mažažemių ir bežemių sąrašas            | 3 513   | 0,5  | 0     |
| Группа безземельных и малоземельных тружеников Паневежского уезда     | лит. Bežemių ir mažažemių darbo skruzdėlių grupė Panevėžio apskrities | 3 134   | 0,5  | 0     |
| Сантара                                                               | лит. Santara                                                          | 2 591   | 0,4  | 0     |
| Союз людей труда                                                      | лит. Darbo žmonių sąjunga                                             | 2 535   | 0,4  | 0     |
| Группа безземельных и малоземельных сельских хозяев Биржайского уезда | лит. Bežemių ir mažažemių ūkininkų grupė Biržų apskrities             | 817     | 0,1  | 0     |
| Кибартайская немецкая группа                                          | лит. Kybartų vokiečių grupė                                           | 41      | 0,0  | 0     |
| Независимые                                                           |                                                                       | 5 544   | 0,8  | 2     |
| Всего                                                                 |                                                                       | 682 291 | 100  | 112   |

## Депутаты сейма
Планировалось, что в учредительный сейм будет избрано 229 человек, но так как Виленский край был оккупирован Польшей, а Клайпедский край находился под контролем Лиги Наций и подчинялся французской администрации, то в сейм было избрано 112 депутатов, из них 29 были младше 30 лет, 8 старше 50 лет, 5 были женщины, 10 человек представляли национальные меньшинства (евреев, поляков и немцев). Явка избирателей составила около 90 %. Победу на выборах одержала Литовская христианско-демократическая партия, получившая вместе с союзниками 59 мест из 112. В начале работы сейма функции председателя исполняла известная литовская писательница Габриеле Петкевичайте-Бите (лит. Gabrielė Petkevičaitė-Bitė). За 2,5 года работы сейма 38 депутатов по разным причинам ушли в отставку и были заменены. Таким образом, в общей сложности насчитывалось 150 членов Учредительного сейма.

## Последствия выборов
Литовский учредительный сейм работал во временной столице Каунасе в период с 15 мая 1920 года до 6 октября 1922 год, с перерывом на польско-литовскую войну (октябрь 1920 — февраль 1921), когда многие депутаты ушли на фронт, образовав на время своего отсутствия Малый сейм (лит. Mažasis Seimas).
За время работы учредительный сейм разработал и утвердил конституцию (1 августа 1922 года), избрал своим председателем и де-факто президентом Литвы Александраса Стульгинскиса, принял около 150 законов, в частности закон о земельной реформе (15 февраля 1922 года), закон о национальной валюте (9 сентября 1922) и другие, тем самым заложив основы литовского государства, будущей экономической, социальной и культурной жизни страны.